# Алолобофора зеленувата
Алолобофора зеленувата (Allolobophora chlorotica) — вид дощових черв'яків, які харчуються та живуть у ґрунті. Цей вид виділяється серед інших дощових черв'яків наявністю трьох пар присоскоподібних дисків на нижній стороні клітеллума. Дослідження зразків A. chlorotica з багатьох частин Британських островів дозволяє припустити, що є дві форми цього виду: одна із зеленим пігментом у стінці тіла, а інша — без цього пігменту, що робить його рожевим.

## Анатомія
Allolobophora chlorotica — дощовий черв'як середнього розміру, дорослі особини мають довжину приблизно 50 мм.

## Поширення і середовище проживання
Батьківщиною Allolobophora chlorotica є Палеарктика, яка складається з Європи, Азії на північ від передгір’я Гімалаїв, Північної Африки, а також північної та центральної частин Аравійського півострова. Зараз він також був представлений у Північній та Південній Америці, Африці та Новій Зеландії. Його можна знайти в широкому діапазоні середовищ існування, від ріллі до лісів і навіть на галявинах. У британському дослідженні цей вид був зареєстрований у всіх місцях існування, крім соснових лісів і боліт. Вони також часто є чисельно панівними видами дощових черв'яків у Англії, особливо на нейтральних або багатих основами луках і орних ґрунтах.
Оскільки Allolobophora chlorotica є ендогенним черв’яком, він будує складні бічні системи нір у всіх шарах верхнього мінерального ґрунту. Цей вид хробаків рідко виходить на поверхню, натомість він проводить своє життя в цих системах нір. Популяції повністю рожевих морф можна знайти в садах і лісах. Зелені морфи можна знайти на луках, канавах, берегах струмків і озер, а також серед коріння водних рослин, таких як очерет. У північній Англії на луках були знайдені змішані популяції як рожевих, так і зелених морф.

## Екологія
Allolobophora chlorotica вважається ендогенним хробаком, що означає, що вони живуть у верхньому або підґрунтовому шарі хробаків, які харчуються ґрунтом, риють і закидають у ґрунт, а також створюють горизонтальні нори у верхніх 10–30 см ґрунту.